# Ida Glanzmann-Hunkeler
Ida Glanzmann-Hunkeler (Zofingen, 29 september 1958) is een Zwitserse politica voor Het Centrum uit het kanton Luzern.

## Biografie
Ida Glanzmann-Hunkeler was lid van de Grote Raad van Luzern van 1995 tot 2006. Ze was vicevoorzitster van de kantonnale afdeling van haar partij van 1997 tot 2004 en voorzitster van de nationale vrouwenafdeling van haar partij van 2001 tot 2009. Van 2011 tot 2021 was ze nationaal vicepartijvoorzitster. Sinds 2021 is ze voorzitster van de ouderenafdeling van haar partij. Sinds 18 september 2006 is ze lid van de Nationale Raad.
- Base de données des élites suisses: 69837
- Gemeinsame Normdatei: 1168020948
- Zwitserse Bondsvergadering: 1337
- Virtual International Authority File: 622153834735264450009
- WorldCat: E39PBJyWRKtjmv9vWXQKP6x7HC